# حمله به درعا (ژوئن ۲۰۱۷)
حمله درعا (ژوئن ۲۰۱۷) حمله‌ای نظامی بود که ارتش عربی سوریه در نیمه جنوبی شهر درعا در سوریه علیه شورشیان مخالف اسد انجام داد. این حمله جنگ بر سر تصاحب اردوگاه آوارگان فلسطینی بود.

## حمله
حمله درعا با بیش از ۲۰ حمله هوایی و همچنین موشک‌های زمین به زمین انجام شد.